# Associazione Sportiva Siracusa 1940-1941
Questa voce raccoglie le informazioni riguardanti l'Associazione Sportiva Siracusa nelle competizioni ufficiali della stagione 1940-1941.

## Rosa
| N. |                   | Ruolo | Calciatore         |
| -- | ----------------- | ----- | ------------------ |
|    | Italia (bandiera) | C     | Umberto Ambrogio   |
|    | Italia (bandiera) | D     | Francesco Barcio   |
|    | Italia (bandiera) |       | S. Campisi         |
|    | Italia (bandiera) | C     | Pietro Cancellieri |
|    | Italia (bandiera) | C     | G. Carpinteri      |
|    | Italia (bandiera) | A     | Renato Feliciani   |
|    | Italia (bandiera) | D     | A. Gentile         |
|    | Italia (bandiera) | A     | Sebastiano Massara |
|    | Italia (bandiera) | C     | Gino Matteoni      |
|    | Italia (bandiera) | A     | Silvio Mazzoli     |
|    | Italia (bandiera) | A     | Ottavio Morgia     |

| N. |                   | Ruolo | Calciatore         |
| -- | ----------------- | ----- | ------------------ |
|    | Italia (bandiera) | C     | Calogero Nobile    |
|    | Italia (bandiera) | A     | Sergio Peresson    |
|    | Italia (bandiera) | P     | Giuseppe Pistorino |
|    | Italia (bandiera) | D     | Oronzo Pugliese    |
|    | Italia (bandiera) | C     | Eridio Sada        |
|    | Italia (bandiera) | A     | A. Salvo           |
|    | Italia (bandiera) |       | F. Sgandurra       |
|    | Italia (bandiera) | P     | Paolo Stella       |
|    | Italia (bandiera) | D     | Augusto Toso       |
|    | Italia (bandiera) | C     | Giuseppe Viani     |